# Berzosa de Bureba
Berzosa de Bureba est une commune d'Espagne dans la communauté autonome de Castille-et-León, province de Burgos. Elle s'étend sur 7,84 km2 et comptait environ 42 habitants en 2011.